# 村上実沙子
村上 実沙子（むらかみ みさこ、1982年12月21日 - ）は、日本の元タレント、元読者モデル、ファッションプロデューサー兼プレス。
奥田順子・春名亜美によるユニット「JAM」で活動。

## プロフィール
- 趣味 - 食べること。テレビを見ること。音楽鑑賞。
- 特技 - 書道2段。英検2級

## バイオグラフィー
- 甲南幼稚園、甲南小学校、甲南女子中学校・高等学校卒業。甲南女子大学文学部中退。
- 最近は神戸市東灘区岡本に、カフェ&アクセサリーショップ『Little berry』をオープンさせたり、幼いころからの夢だったリポーターの仕事も少しずつ始め、読者モデル・カフェオーナー・リポーターの3足のわらじを履いている。
- 現在、『Little Berry』プロデューサー兼プレスを務める。
- 2007年7月から2009年1月まで、Kiss-FM KOBEの番組「Kiss MUSIC PRESENTER」のサウンドクルー（DJ）を務めていた。
- 2010年10月10日に歯科医師と結婚した。
- 2011年3月11日東日本大震災の際、自身のブログに「津波到来と聞いて不安到来（笑）」と不適切な発言をしブログを自粛した。

## 広告
- Angel Eyes「終日装用ソフトコンタクトレンズ」イメージモデル(2010年～)